# Eraslompolo
Eraslompolo är en sjö i Kiruna kommun i Lappland och ingår i Torneälvens huvudavrinningsområde. Sjön har en area på 0,2 kvadratkilometer och ligger 564 meter över havet. Eraslompolo ligger i Torneträsk-Soppero fjällurskog Natura 2000-område. Sjön avvattnas av vattendraget Rienakkajoki.

## Delavrinningsområde
Eraslompolo ingår i det delavrinningsområde (757778-170999) som SMHI kallar för Ovan Tuolpukkajoki. Medelhöjden är 586 meter över havet och ytan är 46,39 kvadratkilometer. Räknas de 2 avrinningsområdena uppströms in blir den ackumulerade arean 60,79 kvadratkilometer. Rienakkajoki som avvattnar avrinningsområdet har biflödesordning 3, vilket innebär att vattnet flödar genom totalt 3 vattendrag innan det når havet efter 401 kilometer. Avrinningsområdet består mestadels av skog (30 procent), sankmarker (36 procent) och kalfjäll (30 procent). Avrinningsområdet har 0,49 kvadratkilometer vattenytor vilket ger det en sjöprocent på 1,1 procent.